# Nebulosa Testa di Strega
IC 2118 (o NGC 1909, anche nota come Nebulosa Testa di Strega) è una nebulosa diffusa visibile nella costellazione di Eridano.
La nebulosa si trova nella parte settentrionale della costellazione, tra le stelle
β Eridani e Rigel, in Orione, dalla quale riceve la luce; si presenta all'osservazione telescopica come una chiazza notevole di colore blu.

## Osservazione

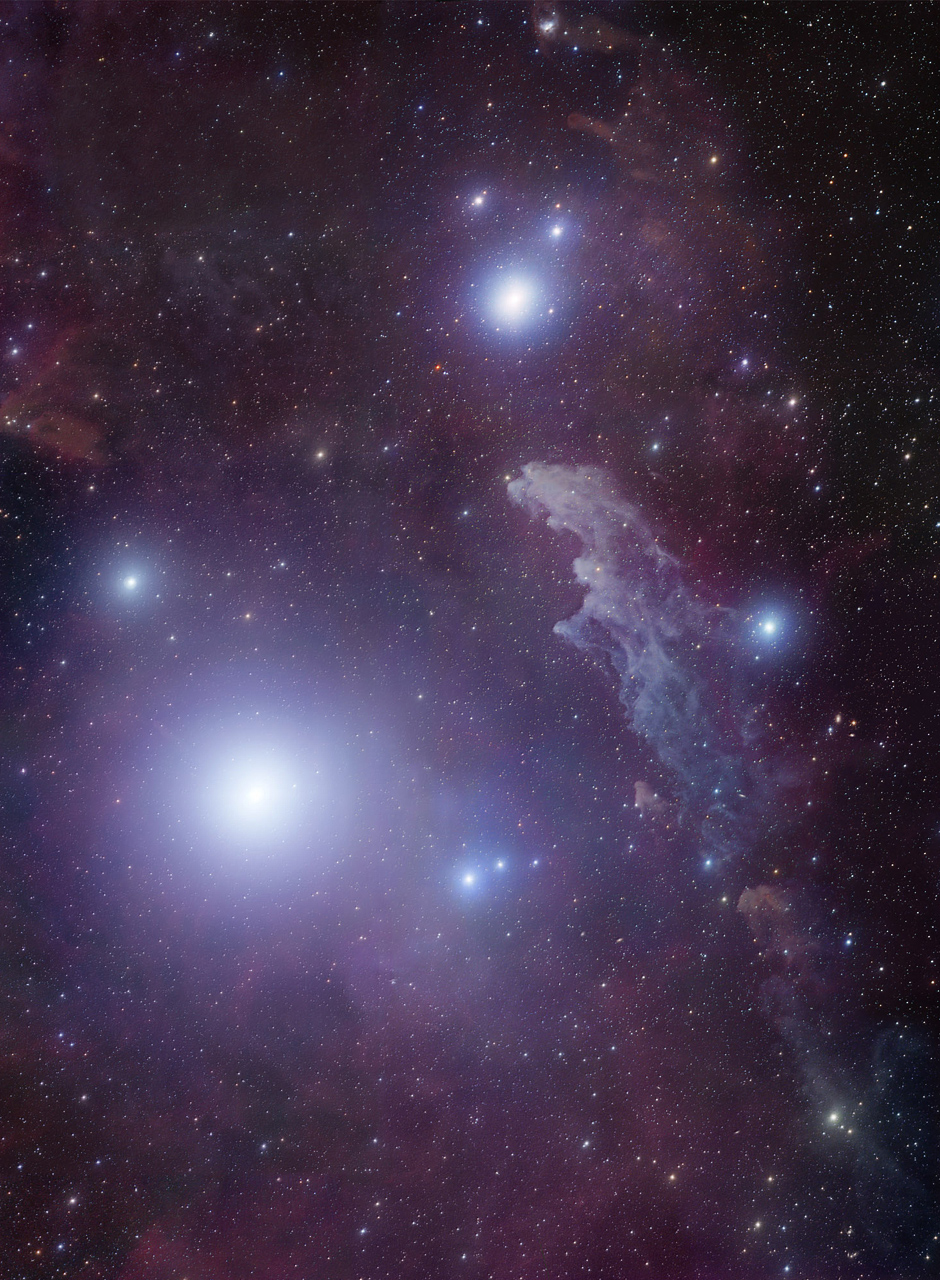
In questa immagine è facilmente rilevabile la posizione della Nebulosa Testa di Strega rispetto alle stelle Rigel e Cursa.

Si tratta di una nebulosa a riflessione ben nota, situata nella parte nordorientale della costellazione di Eridano, poco a sud della stella Cursa e circa otto gradi ad ovest di Orion A; la fonte della luce che la nebulosa riflette sarebbe la brillante stella Rigel (β Orionis), situata circa due gradi ad est. La sua luminescenza la rende visibile nelle foto a lunga posa o tramite CCD, in cui appare di un netto colore azzurrognolo, dovuto alla riflessione della luce blu proveniente dalle stelle vicine.
Il periodo più propizio per la sua osservazione nel cielo serale coincide con l'inverno e parte della primavera boreali (o estate e autunno australi); la sua posizione, pochi gradi a sud dell'equatore celeste, fa in modo che essa sia ben osservabile da tutte le aree popolate della Terra.

## Caratteristiche
La nebulosa dista circa 210 parsec (680 al) da noi, venendosi così a trovare sulla parte più esterna del Complesso nebuloso molecolare di Orione, rivolta verso la nostra direzione; contiene alcune regioni più dense e luminose, che in alcuni cataloghi appaiono indicate separatamente, come nei cataloghi di Lynds, che riporta le sottostrutture LBN 968, LBN 959 e LBN 975.
Da un punto di vista evolutivo, questa nebulosa e i banchi di gas ad essa associati sarebbero classificabili come un residuo di una nube molecolare; al suo interno sono presenti dei contenuti fenomeni di formazione stellare, che sono testimoniati dalla presenza di alcune sorgenti infrarosse, come IRAS 04591-0856 e IRAS 05050-0614, che possiedono delle intensità di flusso all'infrarosso tipiche degli oggetti stellari giovani. Alcune delle sottostrutture della nube mostrano inoltre una forma a cometa con la coda rivolta in direzione opposta alle stelle dell'associazione Orion OB1, indice che i gas della nube sono soggetti all'azione fotoevaporante delle sue stelle più massicce.
La nube contiene cinque stelle T Tauri, di cui tre sono state catalogate anche come sorgenti infrarosse. Tramite uno studio di comparazione delle tracce evolutive, è stata stimata la loro età, che si aggirerebbe sui 2,5 milioni di anni; secondo lo stesso studio, queste stelle sarebbero in relazione fra loro e si sarebbero formate assieme a seguito dell'onda d'urto della radiazione e del vento delle stelle dell'associazione Orion OB1. A queste si aggiungono altre tre stelle giovani, di cui due che potrebbero avere le caratteristiche delle T Tauri a causa delle forti variazioni del loro spettro; le due candidate coincidono con altrettante sorgenti IRAS. Sempre alla stessa classe appartengono altre quattro stelle sparse nei dintorni della nube, ma che potrebbero essere non fisicamente legate ad essa e mostrarsi nella sua direzione solo per un effetto prospettico.

## Bibliografia

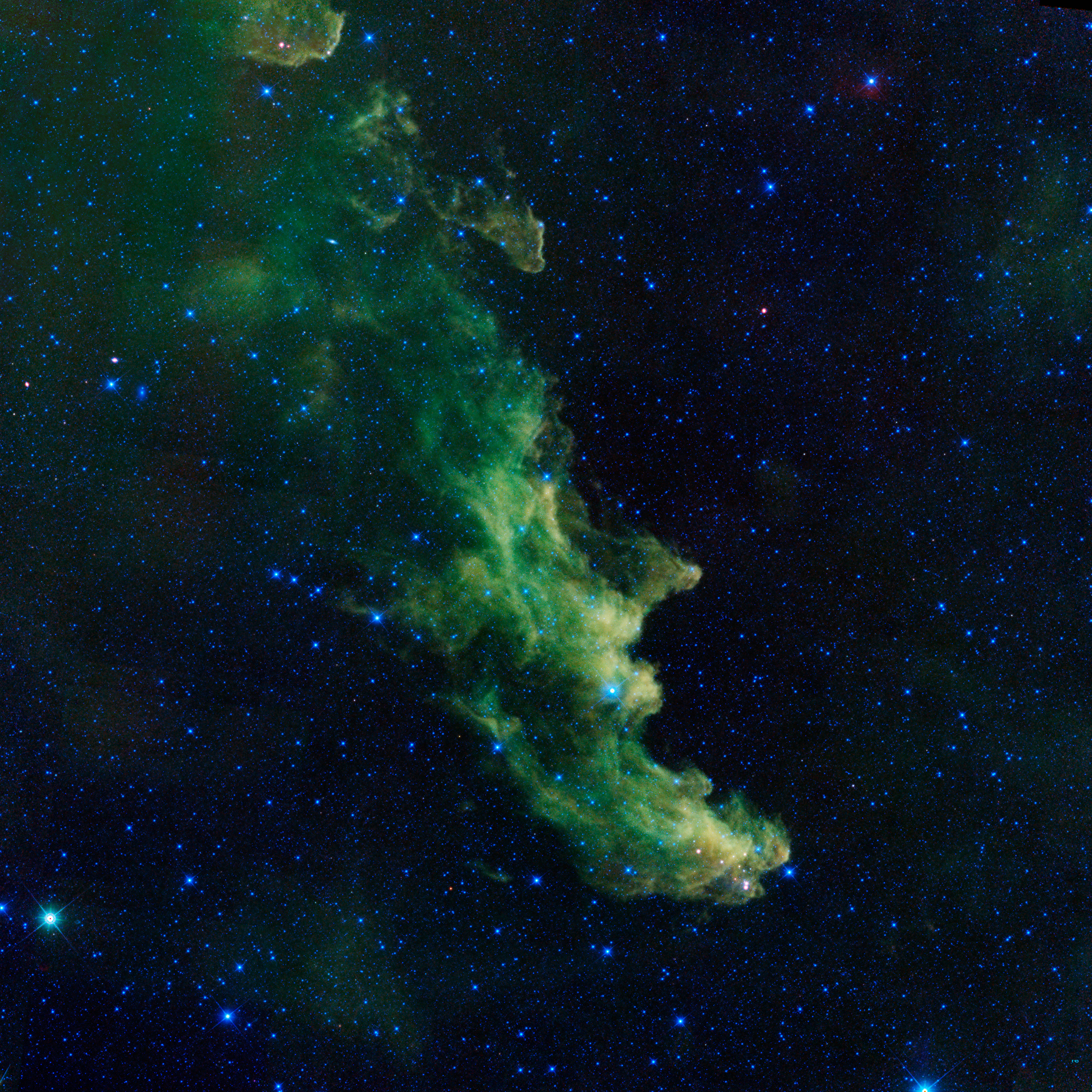
Immagine nell'infrarosso della Nebulosa Testa di Strega, acquisita tramite WISE.